# Salignac-de-Mirambeau
Salignac-de-Mirambeau är en kommun i departementet Charente-Maritime i regionen Nouvelle-Aquitaine i västra Frankrike. Kommunen ligger  i kantonen Mirambeau som ligger i arrondissementet Jonzac. År 2022 hade Salignac-de-Mirambeau 164 invånare.

## Befolkningsutveckling
Antalet invånare i kommunen Salignac-de-Mirambeau
Referens:INSEE